# 大杉村 (岐阜県)
大杉村（おおすぎむら）は、かつて岐阜県加茂郡にあった村である。
現在の関市大杉などに該当する。

## 歴史
- 1889年（明治22年）7月1日 - 町村制により、大杉村が発足。
- 1897年（明治30年）4月1日 - 西田原村、小迫間村、迫間村、稲口村、東田原村と合併し、田原村が発足。同日大杉村は廃止。